# موراغا (كاليفورنيا)
موراغا (بالإنجليزية: Moraga)‏ هي إحدى مدن مقاطعة كونترا كوستا، كاليفورنيا. تم إعطاءها لقب مدينة في 13 نوفمبر، 1974.

## أعلام
- آنا ماكيون هاربر
- مات بيوندي
- تشيستر ر. بندر